# Stazioni ferroviarie del Giappone (E)
| Stazioni ferroviarie del Giappone | Stazioni ferroviarie del Giappone | Stazioni ferroviarie del Giappone | Stazioni ferroviarie del Giappone | Stazioni ferroviarie del Giappone | Stazioni ferroviarie del Giappone | Stazioni ferroviarie del Giappone | Stazioni ferroviarie del Giappone | Stazioni ferroviarie del Giappone | Stazioni ferroviarie del Giappone | Stazioni ferroviarie del Giappone | Stazioni ferroviarie del Giappone | Stazioni ferroviarie del Giappone | Stazioni ferroviarie del Giappone | Stazioni ferroviarie del Giappone | Stazioni ferroviarie del Giappone | Stazioni ferroviarie del Giappone | Stazioni ferroviarie del Giappone | Stazioni ferroviarie del Giappone | Stazioni ferroviarie del Giappone | Stazioni ferroviarie del Giappone |
| --------------------------------- | --------------------------------- | --------------------------------- | --------------------------------- | --------------------------------- | --------------------------------- | --------------------------------- | --------------------------------- | --------------------------------- | --------------------------------- | --------------------------------- | --------------------------------- | --------------------------------- | --------------------------------- | --------------------------------- | --------------------------------- | --------------------------------- | --------------------------------- | --------------------------------- | --------------------------------- | --------------------------------- |
| A                                 | B                                 | C                                 | D                                 | E                                 | F                                 | G                                 | H                                 | I                                 | J                                 | KL                                | M                                 | N                                 | OP                                | R                                 | S                                 | T                                 | U                                 | W                                 | Y                                 | Z                                 |

## Lista delle stazioni
| Stazione di Eba                  | 江波駅（えば）                       |
| Stazione di Ebara                | 江原駅（えばら）                     |
| Stazione di Ebaramachi           | 荏原町駅（えばらまち）               |
| Stazione di Ebara-Nakanobu       | 荏原中延駅（えばらなかのぶ）         |
| Stazione di Ebata                | 江端駅（えばた）                     |
| Stazione di Ebeotsu              | 江部乙駅（えべおつ）                 |
| Stazione di Ebetsu               | 江別駅（えべつ）                     |
| Stazione di Ebi                  | 江尾駅（えび）                       |
| Stazione di Ebie                 | 海老江駅（えびえ）                   |
| Stazione di Ebina                | 海老名駅（えびな）                   |
| Stazione di Ebino                | えびの駅                             |
| Stazione di Ebino-Iino           | えびの飯野駅（えびのいいの）         |
| Stazione di Ebino-Uwae           | えびの上江駅（えびのうわえ）         |
| Stazione di Ebishima             | 恵比島駅（えびしま）                 |
| Stazione di Ebisu (Hyogo)        | 恵比須駅（えびす）                   |
| Stazione di Ebisu (Tokyo)        | 恵比寿駅（えびす）                   |
| Stazione di Ebisuchō (Osaka)     | 恵美須町駅（えびすちょう）           |
| Stazione di Ebisuchō (Hiroshima) | 胡町駅（えびすちょう）               |
| Stazione di Ebitsu               | 海老津駅（えびつ）                   |
| Stazione di Echigawa             | 愛知川駅（えちがわ）                 |
| Stazione di Echigo-Akatsuka      | 越後赤塚駅（えちごあかつか）         |
| Stazione di Echigo-Hayakawa      | 越後早川駅（えちごはやかわ）         |
| Stazione di Echigo-Hirose        | 越後広瀬駅（えちごひろせ）           |
| Stazione di Echigo-Hirota        | 越後広田駅（えちごひろた）           |
| Stazione di Echigo-Horinouchi    | 越後堀之内駅（えちごほりのうち）     |
| Stazione di Echigo-Ishiyama      | 越後石山駅（えちごいしやま）         |
| Stazione di Echigo-Iwasawa       | 越後岩沢駅（えちごいわさわ）         |
| Stazione di Echigo-Iwatsuka      | 越後岩塚駅（えちごいわつか）         |
| Stazione di Echigo-Kanamaru      | 越後金丸駅（えちごかなまる）         |
| Stazione di Echigo-Kangawa       | 越後寒川駅（えちごかんがわ）         |
| Stazione di Echigo-Katakai       | 越後片貝駅（えちごかたかい）         |
| Stazione di Echigo-Kawaguchi     | 越後川口駅（えちごかわぐち）         |
| Stazione di Echigo-Mizusawa      | 越後水沢駅（えちごみずさわ）         |
| Stazione di Echigo-Nakazato      | 越後中里駅（えちごなかざと）         |
| Stazione di Echigo-Ōshima        | 越後大島駅（えちごおおしま）         |
| Stazione di Echigo-Shikawatari   | 越後鹿渡駅（えちごしかわたり）       |
| Stazione di Echigo-Shimoseki     | 越後下関駅（えちごしもせき）         |
| Stazione di Echigo-Sone          | 越後曽根駅（えちごそね）             |
| Stazione di Echigo-Suhara        | 越後須原駅（えちごすはら）           |
| Stazione di Echigo-Takiya        | 越後滝谷駅（えちごたきや）           |
| Stazione di Echigo-Tanaka        | 越後田中駅（えちごたなか）           |
| Stazione di Echigo-Tazawa        | 越後田沢駅（えちごたざわ）           |
| Stazione di Echigo-Yuzawa        | 越後湯沢駅（えちごゆざわ）           |
| Stazione di Echizen-Ōmiya        | 越前大宮駅（えちぜんおおみや）       |
| Stazione di Echizen-Ōno          | 越前大野駅（えちぜんおおの）         |
| Stazione di Echizen-Hanandō      | 越前花堂駅（えちぜんはなんどう）     |
| Stazione di Echizen-Kaihotsu     | 越前開発駅（えちぜんかいほつ）       |
| Stazione di Echizen-Nonaka       | 越前野中駅（えちぜんのなか）         |
| Stazione di Echizen-Shimabashi   | 越前島橋駅（えちぜんしまばし）       |
| Stazione di Echizen-Shimoyama    | 越前下山駅（えちぜんしもやま）       |
| Stazione di Echizen-Shinbo       | 越前新保駅（えちぜんしんぼ）         |
| Stazione di Echizen-Takada       | 越前高田駅（えちぜんたかだ）         |
| Stazione di Echizen-Takefu       | 越前武生駅（えちぜんたけふ）         |
| Stazione di Echizen-Takehara     | 越前竹原駅（えちぜんたけはら）       |
| Stazione di Echizen-Tano         | 越前田野駅（えちぜんたの）           |
| Stazione di Echizen-Tomida       | 越前富田駅（えちぜんとみだ）         |
| Stazione di Echizen-Tōgō         | 越前東郷駅（えちぜんとうごう）       |
| Stazione di Echizen-Yakushi      | 越前薬師駅（えちぜんやくし）         |
| Stazione di Eda (Fukushima)      | 江田駅 (福島県)（えだ）              |
| Stazione di Eda (Kanagawa)       | 江田駅 (神奈川県)（えだ）            |
| Stazione di Edagawa              | 枝川駅 (JR四国)（えだがわ）          |
| Stazione di Edamitsu             | 枝光駅（えだみつ）                   |
| Stazione di Edobashi             | 江戸橋駅（えどばし）                 |
| Stazione di Edogawa              | 江戸川駅（えどがわ）                 |
| Stazione di Edogawabashi         | 江戸川橋駅（えどがわばし）           |
| Stazione di Edogawadai           | 江戸川台駅（えどがわだい）           |
| Stazione di Efue                 | 絵笛駅（えふえ）                     |
| Stazione di Eganoshō             | 恵我ノ荘駅（えがのしょう）           |
| Stazione di Egi                  | 江木駅（えぎ）                       |
| Stazione di Egira                | 江吉良駅（えぎら）                   |
| Stazione di Eguchi               | 江口駅（えぐち）                     |
| Stazione di Ei                   | 頴娃駅（えい）                       |
| Stazione di Eifukuchō            | 永福町駅（えいふくちょう）           |
| Stazione di Eigashima            | 江井ヶ島駅（えいがしま）             |
| Stazione di Eiheijiguchi         | 永平寺口駅（えいへいじぐち）         |
| Stazione di Einomaru             | 永犬丸駅（えいのまる）               |
| Stazione di Ei-Ōkawa             | 頴娃大川駅（えいおおかわ）           |
| Stazione di Eiwa                 | 永和駅（えいわ）                     |
| Stazione di Ejima                | 江島駅（えじま）                     |
| Stazione di Ekaku                | 永覚駅（えかく）                     |
| Stazione di Ekawasaki            | 江川崎駅（えかわさき）               |
| Stazione di Ekimae               | 駅前駅（えきまえ）                   |
| Stazione di Ekimae-Ōdōri         | 駅前大通駅（えきまえおおどおり）     |
| Stazione di Ekiya                | 駅家駅（えきや）                     |
| Stazione di Ekoda                | 江古田駅（えこだ）                   |
| Stazione di Emi                  | 江見駅（えみ）                       |
| Stazione di Emmachi              | 円町駅（えんまち）                   |
| Stazione di Emukae-Shikamachi    | 江迎鹿町駅（えむかえしかまち）       |
| Stazione di Ena                  | 恵那駅（えな）                       |
| Stazione di Enai                 | 榎井駅（えない）                     |
| Stazione di Enden                | 円田駅（えんでん）                   |
| Stazione di Endō                 | 渕東駅（えんどう）                   |
| Stazione di Engaru               | 遠軽駅（えんがる）                   |
| Stazione di Engyōjiguchi         | 円行寺口駅（えんぎょうじぐち）       |
| Stazione di Eniwa                | 恵庭駅（えにわ）                     |
| Enkōbashi-chō                    | 猿猴橋町駅（えんこうばし）           |
| Stazione di Enokido (Aichi)      | 榎戸駅 (愛知県)（えのきど）          |
| Stazione di Enokido (Chiba)      | 榎戸駅 (千葉県)（えのきど）          |
| Stazione di Enokimachi           | 榎町駅（えのきまち）                 |
| Stazione di Enokimoto            | 榎本駅（えのきもと）                 |
| Stazione di Enoshima             | 江ノ島駅（えのしま）                 |
| Stazione di Enoura               | 江の浦駅（えのうら）                 |
| Stazione di Enshū-byōin          | 遠州病院駅（えんしゅうびょういん）   |
| Stazione di Enshū-Gansuiji       | 遠州岩水寺駅（えんしゅうがんすいじ） |
| Stazione di Enshū-Hikuma         | 遠州曳馬駅（えんしゅうひくま）       |
| Stazione di Enshū-Kamijima       | 遠州上島駅（えんしゅうかみじま）     |
| Stazione di Enshū-Kobayashi      | 遠州小林駅（えんしゅうこばやし）     |
| Stazione di Enshū-Komatsu        | 遠州小松駅（えんしゅうこまつ）       |
| Stazione di Enshū-Mori           | 遠州森駅（えんしゅうもり）           |
| Stazione di Enshū-Nishigasaki    | 遠州西ヶ崎駅（えんしゅうにしがさき） |
| Stazione di Enshū-Shibamoto      | 遠州芝本駅（えんしゅうしばもと）     |
| Stazione di Entoku               | 延徳駅（えんとく）                   |
| Stazione di Enza                 | 円座駅（えんざ）                     |
| Stazione di Enzan                | 塩山駅（えんざん）                   |
| Stazione di Era                  | 恵良駅（えら）                       |
| Stazione di Erinono              | 襟野々駅（えりのの）                 |
| Stazione di Esaka                | 江坂駅（えさか）                     |
| Stazione di Esaki                | 江崎駅（えさき）                     |
| Stazione di Esashi               | 江差駅（えさし）                     |
| Stazione di Esojima              | 江曽島駅（えそじま）                 |
| Stazione di Esumi                | 江住駅（えすみ）                     |
| Stazione di Etchū-Daimon         | 越中大門駅（えっちゅうだいもん）     |
| Stazione di Etchū-Ebara          | 越中荏原駅（えっちゅうえばら）       |
| Stazione di Etchū-Funahashi      | 越中舟橋駅（えっちゅうふなはし）     |
| Stazione di Etchū-Izumi          | 越中泉駅（えっちゅういずみ）         |
| Stazione di Etchūjima            | 越中島駅（えっちゅうじま）           |
| Stazione di Etchū-Kokubu         | 越中国分駅（えっちゅうこくぶ）       |
| Stazione di Etchū-Miyazaki       | 越中宮崎駅（えっちゅうみやざき）     |
| Stazione di Etchū-Nakagawa       | 越中中川駅（えっちゅうなかがわ）     |
| Stazione di Etchū-Nakajima       | 越中中島駅（えっちゅうなかじま）     |
| Stazione di Etchū-Nakamura       | 越中中村駅（えっちゅうなかむら）     |
| Stazione di Etchū-Sangō          | 越中三郷駅（えっちゅうさんごう）     |
| Stazione di Etchū-Yamada         | 越中山田駅（えっちゅうやまだ）       |
| Stazione di Etchū-Yatsuo         | 越中八尾駅（えっちゅうやつお）       |
| Stazione di Ezuriko              | 江釣子駅（えづりこ）                 |